# 寸石和弘
寸石 和弘（すんせき かずひろ、4月6日 - ）は日本の男性声優。プロダクション・エース所属。愛知県出身。

## 人物
プロダクション・エース演技研究所出身。アミューズメントメディア総合学院声優学科卒業。
趣味・特技はボイスパーカッション、バレーボール、ソフトテニス、音楽鑑賞。
資格は社会教育主事任用資格、福祉機器専門相談員、認定健康心理士。

## 出演
太字はメインキャラクター。

### テレビアニメ
2010年
- そらのおとしものf（モー太、男子C）

2011年
- R-15（通行人C）

2013年
- 宇宙戦艦ヤマト2199（西川淳、嘉茂君彦、ヨラン・メッツェ、カウルス・ヘルダー、ドーラ・ネルゲ 他）
- 問題児たちが異世界から来るそうですよ?（部下D、兵士たち、部下）

2014年
- マケン姫っ!通（山田椎助）

2015年
- アルスラーン戦記（兵士）
- 新妹魔王の契約者 BURST（男子生徒）
- ドラえもん（テレビ朝日版第2期）（バイトのおばけ）
- トリアージX（男）

2016年
- アクティヴレイド -機動強襲室第八係-（技術者）

2017年
- カブキブ!（男）
- ネト充のススメ（ぽこたろう）

2019年
- 真夜中のオカルト公務員（横山栄太郎）

2021年
- さよなら私のクラマー（校長先生、審判、選手）
- ゲッターロボ アーク（山岸獏）

2022年
- 最遊記RELOAD -ZEROIN-（妖怪、店主、父）
- ちいかわ（2022年 - 2023年、偉い鎧さん、草の鎧さん）

2024年
- ふしぎ駄菓子屋 銭天堂（与一）

### 劇場アニメ
- 宇宙戦艦ヤマト2199 星巡る方舟（2014年、西川淳[6]）
- 宇宙戦艦ヤマト2202 愛の戦士たち（2017年、嘉茂君彦[7]）
- 映画 さよなら私のクラマー ファーストタッチ（2021年、主審）

### Webアニメ
- OBSOLETE（2019年、ワンチョク）

### ゲーム
2000年代
- 喧嘩番長3 全国制覇（2008年、坂本隆次郎）
- ヴァルハラナイツ エルダールサーガ（2009年）

2010年代
- アサシン クリード シンジケート（2015年、アレクサンダー・グラハム・ベル）
- Fallout 4（2015年、男性主人公）
- レインボーシックス シージ（2015年、ルーク/Rook）
- 白猫プロジェクト（2016年、テムル・アムガラン）
- √Letter ルートレター（2016年、野津翔太）
- ウィッチャー3 ワイルドハント 血塗られた美酒（2016年、デトラフ）
- ディビジョン（2016年）
- ニード・フォー・スピード ペイバック（2017年）
- シャドウ・オブ・ウォー (2017年、バラノール)
- √Letter ルートレター Last Answer（2018年、野津翔太）

2020年代
- Destiny 2（2020年、ショー・ハン）
- スーパーロボット大戦DD（2021年 - 2022年、山岸獏）
- Shadowverse（2022年、偉い鎧さん）
- スーパーロボット大戦Y（2025年、山岸獏）

### 吹き替え

#### 映画
- アウェイク
- アウトブレイク
- 新しい夫婦の見つけ方（レイ〈サム・ロックウェル〉）
- アニー・イン・ザ・ターミナル（アルフレッド〈マックス・アイアンズ〉）
- アン・ハサウェイ 魔法の国のプリンセス（シャルモン〈ヒュー・ダンシー〉）
- エイリアン・インフェクション（マリエッタ）
- エンド・オブ・トンネル（ガルレト〈パブロ・エチャリ〉）
- 紀元前1億年
- キックボクサー リジェネレーション（カート・スローン〈アラン・ムーシ〉[11]）
- キャピタリズム〜マネーは踊る〜
- キラー・ドッグ（ゲイジ〈ロリー・カルキン〉）
- コードネーム: プリンス（ジミー、ミッチ〈ジョナサン・カーキーク〉）
- search/サーチ（ピーター・キム〈ジョセフ・リー（英語版）〉[12]）
- サベージ・キラー（デイン〈マーク・アンソニー・サミュエル〉）
- シーウルフ（ハンフリー〈スティーヴン・キャンベル・ムーア〉）
- シー・サバイバー（サーサシャ）
- ジェーン・ザ・ヴァージン（ローマン）
- ジャックとジル
- 呪術大戦 陰陽五派 火龍vs白虎（ロン・ツォン〈スン・フェイシャン〉）
- スターハンター（バイヤー）
- ゾーンA（マロヴィッチ）
- タイガー・ハウス（スヴェタ）
- タワーリング・インフェルノ ※BSジャパン版
- チャーリー・モルデカイ 華麗なる名画の秘密（ファン手下1）
- 7日間の恋人（ビー・ダー）
- ハンガー・ゲーム FINAL: レボリューション（レッドフラッグ）
- フライング・ギロチン（フアラ・フトゥ〈ガオ・ティエン〉）
- プリズナーズ（アレックス・ジョーンズ〈ポール・ダノ〉）※ソフト版
- プリズン・エクスペリメント（ダニエル〈エズラ・ミラー〉）
- ブルー・ストーリー（ティミー〈スティーヴン・オドゥボラ〉）
- ベイビー・メイク 私たちのしあわせ計画
- ベン・ハー（メッサラ〈スティーヴン・キャンベル・ムーア〉）
- ホーム・チーム（英語版）（トロイ・ランバート〈テイラー・ロートナー〉）
- マキシマム・クラッシュ（ケイン〈ケイン・コスギ〉）
- ミラノ・コネクション（ジョルジョ）
- ライオット・クラブ（アリステア・ライル〈サム・クラフリン〉）
- リーカー 地獄のモーテル（トリップ）
- LOOPER/ルーパー（セス〈ポール・ダノ〉）
- ルビー・スパークス
- 霊幻道士Ⅹ 最強妖怪キョンシー現る（チュウサム〈スン・ハオ〉）
- 霊幻道士XI 燃えよ!九叔道士の桃剣（チュウサム〈ユエン・ホンヤン〉）
- 霊幻道士XII 英叔復活だョ!全員集合（チュウサム〈アンドリュー・ポン〉）
- 霊幻道士 帰ってきた九叔道士（アージー〈サオ・イー〉）
- ワイルド・ルーザー（ナノ）

#### ドラマ
- 蒼のピアニスト（ホン・ウジン〈チョン・ウヌ〉）
- アラン使道伝-アランサトデン-（トルセ）
- ウォーキング・デッド（グレン・リー〈スティーヴン・ユァン〉）
- オリジナルズ（ティム）
- カリフォルニケーション シーズン7（ハッシュタグ）
- 階伯〔ケベク〕（ウィジャ〈少年期〉）
- コールドケース6
- 項羽と劉邦 King's War（虞子期〈ヤン・ズードゥオ〉）
- THE FALL 警視ステラ・ギブソン（ケビン・マクスウェイン）
- ザ・ケージ（テイラー<メルヴァン・ブーメル>）
- ゾウズ・フー・キル3 殺意の深層
- タイタニック 愛と偽りの航海（ハリー）
- ダ・ヴィンチ・デーモン（ヤコポ・サルタレッリ）
- CHILDHOOD'S END -幼年期の終り-（ジェイク・グレグソン〈アシュリー・ズーカーマン〉）
- テラノバ/Terra Nova
- ブラインドスポット3 タトゥーの女（スチュアート）
- プロポーズ大作戦 〜Mission to Love
- HOSTAGES ホステージ（ボイド）
- マルコ・ポーロ（ビャンバ〈ウリ・ラトゥケフ〉、アフマド〈マヘシュ・ジャドゥ〉）
- NHKドラマ「赤ひげ」ナレーション出演

#### アニメ
- 悪魔バスター★スター・バタフライ（マルコの父、ジャスティン）
- アドベンチャー・タイム（プリズモ、森の魔法使い、ストランソン）
- アヒルのラッキー（ウィンゴ）
- スーパーエージェント TUFFパピー（ダドリー）
- ミクセル

### その他
- 地球ドラマチック「アンコール・ワット 密林に眠る巨大都市」（ボイスオーバー）
- ロバート秋山のクリエイターズ・ファイル No.27 「声優 二木陽次」（映像出演）[13]
- 戦国IXA 千万の覇者 ボイスドラマ『本能寺の変～暁の夢～』（2017年、浅井長政）